# Eleições autárquicas portuguesas de 1997 no distrito de Castelo Branco
| Eleições autárquicas portuguesas de 1997 Distritos: Aveiro \| Beja \| Braga \| Bragança \| Castelo Branco \| Coimbra \| Évora \| Faro \| Guarda \| Leiria \| Lisboa \| Portalegre \| Porto \| Santarém \| Setúbal \| Viana do Castelo \| Vila Real \| Viseu \| Açores \| Madeira |

## Resultados por concelho
Os resultados nos concelhos do Distrito de Castelo Branco foram os seguintes:

### Belmonte
| Partido                 | Partido                        | Votos | %               | +/-  | Vereadores | +/-     |
| ----------------------- | ------------------------------ | ----- | --------------- | ---- | ---------- | ------- |
|                         | Partido Social Democrata       | 2 182 | 50,90 / 100,00  | 0,07 | 3 / 5      | Estável |
|                         | Partido Socialista             | 1 280 | 29,86 / 100,00  | 6,91 | 2 / 5      | 1       |
|                         | Coligação Democrática Unitária | 541   | 12,62 / 100,00  | 5,49 | 0 / 5      | 1       |
|                         | Partido Popular                | 82    | 1,91 / 100,00   | 1,20 | 0 / 5      | Estável |
| Votos Inválidos         | Votos Inválidos                | 202   | 4,71 / 100,00   | 0,30 |            |         |
| Total                   | Total                          | 4 287 | 100,00 / 100,00 |      | 5 / 5      |         |
| Eleitorado/Participação | Eleitorado/Participação        | 6 412 | 66,86 / 100,00  | 2,34 |            |         |

### Castelo Branco
| Partido                 | Partido                        | Votos  | %               | +/-   | Vereadores | +/-     |
| ----------------------- | ------------------------------ | ------ | --------------- | ----- | ---------- | ------- |
|                         | Partido Socialista             | 21 150 | 65,25 / 100,00  | 26,82 | 7 / 9      | 4       |
|                         | Partido Social Democrata       | 7 416  | 22,88 / 100,00  | 23,20 | 2 / 9      | 2       |
|                         | Coligação Democrática Unitária | 1 296  | 4,00 / 100,00   | 1,23  | 0 / 9      | Estável |
|                         | Partido Popular                | 1 069  | 3,30 / 100,00   | 2,14  | 0 / 9      | Estável |
| Votos Inválidos         | Votos Inválidos                | 1 485  | 4,58 / 100,00   | 0,24  |            |         |
| Total                   | Total                          | 32 416 | 100,00 / 100,00 |       | 9 / 9      | 2       |
| Eleitorado/Participação | Eleitorado/Participação        | 50 987 | 63,58 / 100,00  | 0,36  |            |         |

### Covilhã
| Partido                 | Partido                        | Votos  | %               | +/-   | Vereadores | +/-     |
| ----------------------- | ------------------------------ | ------ | --------------- | ----- | ---------- | ------- |
|                         | Partido Social Democrata       | 16 434 | 48,29 / 100,00  | 11,04 | 5 / 9      | 1       |
|                         | Partido Socialista             | 11 252 | 33,06 / 100,00  | 9,60  | 3 / 9      | 1       |
|                         | Coligação Democrática Unitária | 4 010  | 11,78 / 100,00  | 0,52  | 1 / 9      | Estável |
|                         | Partido Popular                | 825    | 4,25 / 100,00   | 0,23  | 0 / 9      | Estável |
| Votos Inválidos         | Votos Inválidos                | 1 512  | 4,45 / 100,00   | 0,10  |            |         |
| Total                   | Total                          | 34 033 | 100,00 / 100,00 |       | 9 / 9      |         |
| Eleitorado/Participação | Eleitorado/Participação        | 52 515 | 64,81 / 100,00  | 1,94  |            |         |

### Fundão
| Partido                 | Partido                        | Votos  | %               | +/-  | Vereadores | +/-     |
| ----------------------- | ------------------------------ | ------ | --------------- | ---- | ---------- | ------- |
|                         | Partido Socialista             | 10 548 | 54,64 / 100,00  | 2,45 | 5 / 7      | 1       |
|                         | Partido Social Democrata       | 5 936  | 30,75 / 100,00  | 0,62 | 2 / 7      | 1       |
|                         | Coligação Democrática Unitária | 1 121  | 5,81 / 100,00   | 0,36 | 0 / 7      | Estável |
|                         | Partido Popular                | 663    | 3,43 / 100,00   | 2,56 | 0 / 7      | Estável |
| Votos Inválidos         | Votos Inválidos                | 1 038  | 5,38 / 100,00   | 0,38 |            |         |
| Total                   | Total                          | 19 306 | 100,00 / 100,00 |      | 7 / 7      |         |
| Eleitorado/Participação | Eleitorado/Participação        | 30 451 | 63,40 / 100,00  | 3,93 |            |         |

### Idanha-a-Nova
| Partido                 | Partido                        | Votos  | %               | +/-   | Vereadores | +/-     |
| ----------------------- | ------------------------------ | ------ | --------------- | ----- | ---------- | ------- |
|                         | Partido Social Democrata       | 3 917  | 44,88 / 100,00  | 22,24 | 4 / 7      | 2       |
|                         | Partido Socialista             | 3 700  | 42,39 / 100,00  | 23,84 | 3 / 7      | 2       |
|                         | Coligação Democrática Unitária | 385    | 4,41 / 100,00   | 0,39  | 0 / 7      | Estável |
|                         | Partido Popular                | 234    | 2,68 / 100,00   | -     | 0 / 7      | -       |
| Votos Inválidos         | Votos Inválidos                | 492    | 5,64 / 100,00   | 1,47  |            |         |
| Total                   | Total                          | 8 728  | 100,00 / 100,00 |       | 7 / 7      |         |
| Eleitorado/Participação | Eleitorado/Participação        | 12 803 | 68,17 / 100,00  | 2,38  |            |         |

### Oleiros
| Partido                 | Partido                        | Votos | %               | +/-  | Vereadores | +/-     |
| ----------------------- | ------------------------------ | ----- | --------------- | ---- | ---------- | ------- |
|                         | Partido Social Democrata       | 3 883 | 71,91 / 100,00  | 1,83 | 4 / 5      | Estável |
|                         | Partido Socialista             | 1 128 | 20,89 / 100,00  | 0,67 | 1 / 5      | Estável |
|                         | Coligação Democrática Unitária | 98    | 1,81 / 100,00   | 0,95 | 0 / 5      | Estável |
| Votos Inválidos         | Votos Inválidos                | 291   | 5,39 / 100,00   | 0,21 |            |         |
| Total                   | Total                          | 5 400 | 100,00 / 100,00 |      | 5 / 5      |         |
| Eleitorado/Participação | Eleitorado/Participação        | 8 170 | 66,10 / 100,00  | 1,00 |            |         |

### Penamacor
| Partido                 | Partido                        | Votos | %               | +/-   | Vereadores | +/-     |
| ----------------------- | ------------------------------ | ----- | --------------- | ----- | ---------- | ------- |
|                         | Partido Socialista             | 3 006 | 62,76 / 100,00  | 22,03 | 4 / 5      | 2       |
|                         | Partido Popular                | 1 256 | 26,22 / 100,00  | 11,09 | 1 / 5      | Estável |
|                         | Coligação Democrática Unitária | 146   | 3,05 / 100,00   | 1,98  | 0 / 5      | Estável |
| Votos Inválidos         | Votos Inválidos                | 382   | 7,97 / 100,00   | 1,83  |            |         |
| Total                   | Total                          | 4 790 | 100,00 / 100,00 |       | 5 / 5      |         |
| Eleitorado/Participação | Eleitorado/Participação        | 7 608 | 62,96 / 100,00  | 6,98  |            |         |

### Proença-a-Nova
| Partido                 | Partido                        | Votos | %               | +/-   | Vereadores | +/-     |
| ----------------------- | ------------------------------ | ----- | --------------- | ----- | ---------- | ------- |
|                         | Partido Social Democrata       | 2 928 | 44,87 / 100,00  | 4,27  | 3 / 5      | 1       |
|                         | Partido Socialista             | 2 868 | 43,95 / 100,00  | 7,26  | 2 / 5      | Estável |
|                         | Partido Popular                | 348   | 5,33 / 100,00   | 11,07 | 0 / 5      | 1       |
|                         | Coligação Democrática Unitária | 109   | 1,67 / 100,00   | 0,07  | 0 / 5      | Estável |
| Votos Inválidos         | Votos Inválidos                | 272   | 4,17 / 100,00   | 0,54  |            |         |
| Total                   | Total                          | 6 525 | 100,00 / 100,00 |       | 5 / 5      |         |
| Eleitorado/Participação | Eleitorado/Participação        | 9 735 | 67,03 / 100,00  | 0,69  |            |         |

### Sertã
| Partido                 | Partido                        | Votos  | %               | +/-  | Vereadores | +/-     |
| ----------------------- | ------------------------------ | ------ | --------------- | ---- | ---------- | ------- |
|                         | Partido Social Democrata       | 6 216  | 56,36 / 100,00  | 6,80 | 5 / 7      | 1       |
|                         | Partido Socialista             | 3 607  | 32,70 / 100,00  | 5,75 | 2 / 7      | 1       |
|                         | Partido Popular                | 691    | 6,27 / 100,00   | 0,05 | 0 / 7      | Estável |
|                         | Coligação Democrática Unitária | 59     | 0,53 / 100,00   | 0,30 | 0 / 7      | Estável |
| Votos Inválidos         | Votos Inválidos                | 456    | 4,13 / 100,00   | 0,72 |            |         |
| Total                   | Total                          | 11 029 | 100,00 / 100,00 |      | 7 / 7      |         |
| Eleitorado/Participação | Eleitorado/Participação        | 17 457 | 63,18 / 100,00  | 2,80 |            |         |

### Vila de Rei
| Partido                 | Partido                        | Votos | %               | +/-  | Vereadores | +/-     |
| ----------------------- | ------------------------------ | ----- | --------------- | ---- | ---------- | ------- |
|                         | Partido Social Democrata       | 1 657 | 64,00 / 100,00  | 2,01 | 4 / 5      | Estável |
|                         | Partido Popular                | 373   | 14,41 / 100,00  | 9,60 | 1 / 5      | Estável |
|                         | Partido Socialista             | 345   | 13,33 / 100,00  | 9,89 | 0 / 5      | Estável |
|                         | Coligação Democrática Unitária | 27    | 1,04 / 100,00   | 0,71 | 0 / 5      | Estável |
| Votos Inválidos         | Votos Inválidos                | 187   | 7,22 / 100,00   | 2,05 |            |         |
| Total                   | Total                          | 2 589 | 100,00 / 100,00 |      | 5 / 5      |         |
| Eleitorado/Participação | Eleitorado/Participação        | 3 673 | 70,49 / 100,00  | 2,12 |            |         |

### Vila Velha de Ródão
| Partido                 | Partido                        | Votos | %               | +/-  | Vereadores | +/-     |
| ----------------------- | ------------------------------ | ----- | --------------- | ---- | ---------- | ------- |
|                         | Partido Social Democrata       | 1 577 | 46,44 / 100,00  | 1,17 | 3 / 5      | Estável |
|                         | Partido Socialista             | 1 530 | 45,05 / 100,00  | 1,57 | 2 / 5      | Estável |
|                         | Coligação Democrática Unitária | 93    | 2,74 / 100,00   | 3,36 | 0 / 5      | Estável |
|                         | Partido Popular                | 70    | 2,06 / 100,00   | 0,26 | 0 / 5      | Estável |
| Votos Inválidos         | Votos Inválidos                | 126   | 3,71 / 100,00   | 0,88 |            |         |
| Total                   | Total                          | 3 396 | 100,00 / 100,00 |      | 5 / 5      |         |
| Eleitorado/Participação | Eleitorado/Participação        | 4 549 | 74,65 / 100,00  | 2,75 |            |         |